# Judy Kelly
Judy Kelly (1 de novembro de 1913 — 22 de outubro de 1991) foi uma atriz britânica nascida na Austrália.

## Filmografia selecionada
- Adam's Apple (1928)
- Money Talks (1932)
- Crime on the Hill (1933)
- L'argent par les fenêtres (1933)
- Hawley's of High Street (1933)
- Their Night Out (1933)
- The Love Nest (1933)
- The Private Life of Henry VIII (1933)
- Charing Cross Road (1935)